# مایکل مامو
مایکل مامو (‎/moʊ/‎ MOH ; زادهٔ ۱۰ ژانویه ۱۹۹۸) یک تنیس باز آمریکایی می‌باشد. مامو در سال ۲۰۱۶ برنده مسابقات قهرمانی ملی نوجوانان یو اس تی ای شد. مامو ۵ عنوان ای تی پی چلنجر تور و ۴ تورنمنت یی تی اف فترس را کسب نمود، از قبیل نخستین بار در سن ۱۶ سالگی.

## زندگی شخصی
مامو که در عربستان سعودی زاده شد، محلی که تا سن ۱۳ سالگی زندگی نمود، ریشه ایرلندی و نیجریه ای دارد. پدر مایکل تونی موه نیز یک تنیس باز حرفه ای بود که نماینده نیجریه بود و به رتبه ۱۰۵ دست یافت. مادرش در ایرلند متولد شده و همچنین شهروند استرالیا می‌باشد. والدین مامو اسم او را به افتخار ستاره بسکتبال مایکل جردن گذاشتند.
مامو بازی تنیس را از سن ۳ سالگی آغاز کرد. او در آکادمی ای ام جی در فلوریدا تمرین می‌کند.

## حرفه جوانی
مامو در رده‌بندی پسران نوجوانان بعد از رسیدن به مرحله نیمه نهایی در سال ۲۰۱۵ نوجوانان آزاد فرانسه در شماره ۲ به شکوه دست یافت. مامو قهرمانی ملی پسران یو اس تی ای ۱۸ ساله ها۲۰۱۶ را به دست آورد تا در قرعه کشی اصلی US Open یک کارت وایلد به دست آورد.